# Свешников, Иван Петрович
 Иван Петрович Свешников  (28 сентября 1834 — 10 июля 1910) — русский коллекционер, меценат, купец первой гильдии.

## Биография

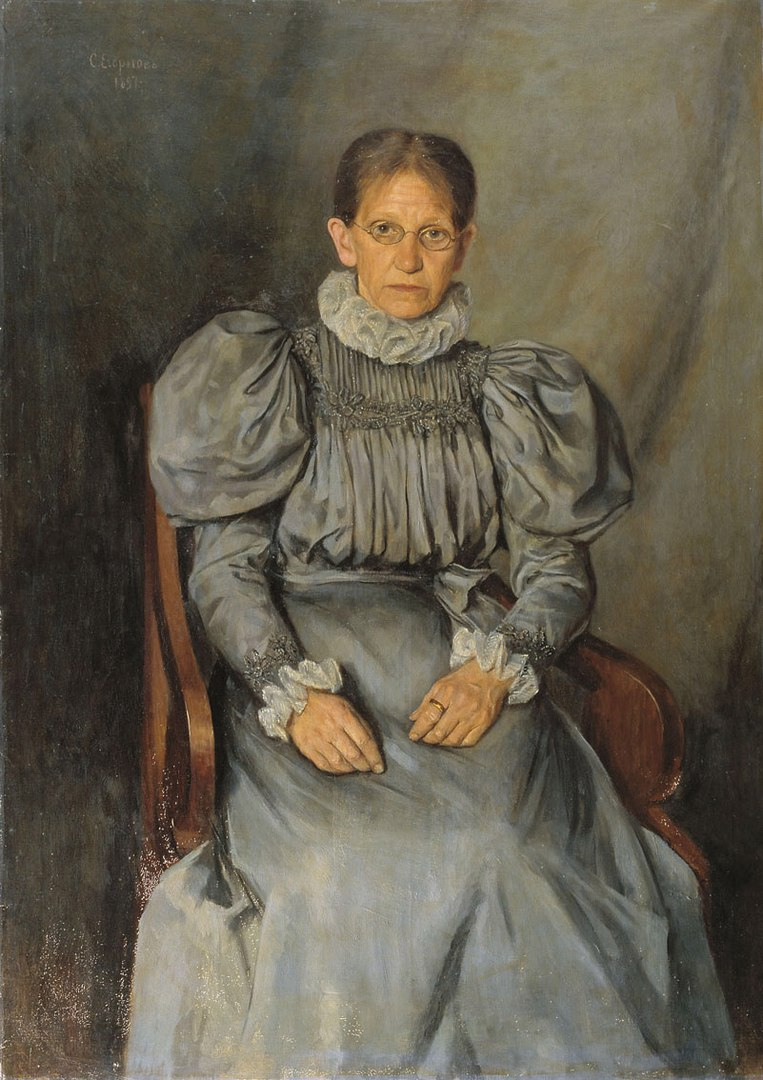
Портрет Елизаветы Дмитриевны Свешниковой работы С. Егорнова, 1897 г.

Родился 11 июня 1862 г. в в Переславле-Залесском. Являлся купцом первой гильдии, был директором московской фирмы по торговле лесом и мехами.

## Наследие
За свою жизни им была собрана ценнейшая коллекция, свыше трёхсот сорока полотен, первоклассных русских художников второй половины прошлого и начала нынешнего столетий, таких как: И. Репин, В. Суриков, И. Левитан, Коровин и Маковский[уточнить], Прянишников, Шишкин, Вениг, Клевер, Сведомский, Семирадский, братьев Васнецовых, Ржевская и других.
Свою коллекцию после своей смерти он завещал Румянцевскому музею.

## Адреса
- Переславль-Залесский Ростовская улица №18.
- Москва Трехсвятительский тупик (Яузская часть)[2]
- Усадьба Бакшеево.